# أولي شمالي
أولي شمالي (بالفارسية: الی شمالی) هي قرية تقع في مقاطعة دير في بوشهر في إيران. يقدر عدد سكانها بـ 1269 نسمة بحسب إحصاء 2016.